# زکیه مال‌الله
زکیه علی مال‌الله عبدالعزیز (۱۹۵۹) شاعر و داروساز قطری است. در دوحه متولد شد. مدرک کارشناسی داروسازی خود را در سال ۱۹۸۰، مدرک کارشناسی ارشد خود را در سال ۱۹۸۵ و دکترای خود را در سال ۱۹۹۰ از دانشگاه قاهره گرفت. او عضو انجمن ادبیات مدرن در قاهره، آکادمی جهانی فرهنگ و هنر در آمریکا و آکادمی بین‌المللی شاعران در هند است. در بخش فرهنگی روزنامهٔ «الشرق» کار می‌کرد. زکیه مال‌الله نخستین شاعر زن قطری است که مجموعه شعری چاپ کرد، با عنوان «در معبد آرزوها» در سال ۱۹۸۵. او مجموعه‌های شعر زیادی دارد، یک دیوان به لهجهٔ محلی قطری، دو رمان شعری و دو دانشنامه نیز نگاشته است. آثار او به چندین زبان ترجمه شده است. آثار شعری کامل او در سال ۲۰۰۵ نیز چاپ شد.

## زندگی و پیشه
زکیه علی مال‌الله عبدالعزیز در دوحه در سال ۱۹۵۹ زاده شد. مدرک کارشناسی داروسازی خود را در سال ۱۹۸۰، مدرک کارشناسی ارشد خود را در سال ۱۹۸۵ و دکترای خود را در سال ۱۹۹۰ از دانشگاه قاهره گرفت. او رئیس دپارتمان آزمایشگاه‌های کنترل دارو در قطر است. مال‌الله عضو انجمن ادبیات مدرن در قاهره، آکادمی جهانی فرهنگ و هنر در آمریکا، آکادمی بین‌المللی شاعران در هند و عضو شورای ملی فرهنگ، هنر و میراث (۲۰۰۲–۲۰۰۴) است. در بخش فرهنگی روزنامهٔ «الشرق» کار می‌کرد.
نخستین مجموعه شعر خود را در سال ۱۹۸۵ با عنوان «در معبد آرزوها» چاپ کرد، ازین رو نخستین شاعر زن قطری است که مجموعه شعری چاپ کرده است. اشعار او در شماری از روزنامه‌ها و مجلات عربی و محلی چاپ شد و در شب‌های شعر بسیاری شرکت کرد. در سال ۱۹۸۳ برندهٔ جایزهٔ شعر باشگاه قطر، در ۲۰۰۰ برندهٔ جایزه شاهزاده خالد الفیصل برای شعر کلاسیک و در سال ۲۰۲۴ برندهٔ جایزهٔ تشویقی دولتی قطر در زمینهٔ شعر شد. در ۲۰۲۳، او مجموعهٔ «ندای زیتون» خود را به آنچه «زخم‌های خونین در فلسطین و لبنان» نامید، تقدیم کرد که شامل اشعارش در حمایت از فلسطین و لبنان است. شمار اشعار او دربارهٔ فلسطین در این مجموعه به حدود ۲۲ شعر می‌رسد. مال‌الله اهمیت چاپ این مجموعه در آن  سال در طی جنگ غزه، به همبستگی خود با قضیهٔ فلسطین نسبت داد. او در این باره بیان کرد «شخص خلاق، وسیله‌ای است که آنچه را که در قلب‌هاست، آنچه را که در روح‌ها می‌سوزد، آنچه را که دست‌ها در انجام آن کوتاه می‌آیند و زبان‌ها از ذکر آن عاجز هستند، می‌کِشد، می‌نویسد، به تصویر می‌کشد و می‌سراید. از اینرو، او واقعاً باید انجام دهد، نوآوری کند و با صدای بلند فریاد بزند تا دیگران بتوانند صدای او را بشنوند و با هم یکجا شوند تا از او حمایت کنند.»
زکیه مال‌الله یکی از برجستگان شعر زنان قطر به‌شمار می‌رود که فعالیت خلاقانهٔ خود را در اواسط دههٔ ۱۹۸۰ آغاز کرد. از نظر فاطمه بوهراکه، پژوهشگر ادبی مغربی، آثار مال‌الله، همراه با شفافیت است و حیرت همیشه در آن وجود دارد که ظرافت شاعرانه آنها را متمایز می‌کند، «گویی این ظرافت، پوششی صوفیانه است که این تجربهٔ شاعرانه در آن آشکار می‌شود.» آثار او شامل شعر کلاسیک و به لهجهٔ محلی، نثر منظوم، نمایشنامه‌های منظوم، رمان‌های منظوم، حماسه‌های منظوم و اشعار منثور بلند است.

## آثار
- في معبد الأشواق: مطابع الشروق، قاهره، ۱۹۸۵.
- ألوان من الحب: مطابع الدوحه، دوحه، ۱۹۸۷.
- من أجلك أغنّي: مطابع الشروق، قاهره، ۱۹۸۹.
- في عينيك يورق البنقسج یا من أجل عيناك يورق البنفسج: دار الثقافة الجدیدة، قاهره، ۱۹۹۰.
- من أسفار الذات: دار الهجره، دمشق، ۱۹۹۱.
- على شفا حفرة من البوحت: دار حسان عطوان، دمشق، ۱۹۹۳.
- نجمة في الذاكرة: دار الثقافة، دوحه، ۱۹۹۴.
- أصلڄ ذهب: شعر عامی، دار حسان عطوان، دمشق، ۲۰۰۶.
- مرجان الضوء: مرکز تمدن عرب برای رسانه‌ها، انتشارات و مطالعات، قاهره، ۲۰۰۱.
- دوائر: مرکز تمدن عرب برای رسانه‌ها، انتشارات و مطالعات، قاهره، ۲۰۰۶.
- مواسم العقيق: دار نوفل، بیروت، ۲۰۰۷.
- هي تأتي: رمان شعری، دار الفکر العربی، قاهره، ۲۰۰۷.
- أنت لى: رمان شعری، مرکز تمدن عرب برای رسانه‌ها، انتشارات و مطالعات، قاهره، ۲۰۰۸.
- من دونكِ يا أمي: ۲۰۱۵.
- نداء الزيتون: ۲۰۲۳.

از کتاب‌های او:
- موسوعة ألف باء الصحة والريجيم والغذاء: دار علاء الدین، دمشق، ۲۰۰۶.
- الموسوعة الصيدلانية: وزارت فرهنگ، هنر و میراث، دوحه، ۲۰۰۹.